# イヴリン・ベレジン
イヴリン・ベレジン（Evelyn Berezin、1925年4月12日 - 2018年12月8日）は、アメリカ合衆国の計算機工学者であり、世界初のコンピュータ上で動作するワードプロセッサを設計した。また、コンピュータによる航空券予約システムの開発にも関わった。

## 若年期と教育
ベレジンは1925年にニューヨークのイースト・ブロンクスでロシア帝国からのユダヤ系移民の子として生まれ、クリストファー・コロンバス高校に通った。1941年1月にニューヨーク市立大学ハンター校に入学した。彼女は希望していた物理学ではなく、当時女性のための科目とされていた経済学を専攻した。第二次世界大戦が始まると、新たな機会に恵まれ、ニューヨーク大学スターン・スクールの奨学金を得て物理学を学ぶことが可能になり、さらに戦時中はハンター校とブルックリン工科学校の両方で無料で授業を受けることができた。彼女は昼間はインターナショナル・プリンティング(IPI)の研究部門のレオロジー部でアシスタントとして働き、夜間に大学に通っていた。1946年に物理学の学士号を取得した。

## キャリアと貢献
ベレジンは、アメリカ原子力委員会のフェローシップを得て、ニューヨーク大学大学院に進学した。1951年、エレクトロニック・コンピュータ・コーポレーション(Electronic Computer Corporation, ECC)に就職し、論理設計部の部長として働き始めた。ECC社が開発していたコンピュータの論理設計を担当していたのは、ベレジンだけだった。1957年、ECCはアンダーウッド・タイプライターに買収された。ここで彼女は、構造は非常に一般的であるが、特定の目的に特化した個別のコンピュータを多数設計した。その中には、米軍の射程計算システム、雑誌の頒布の制御システムや、世界初のオフィスコンピュータと考えられているものがあった。
アンダーウッド・タイプライター社は1957年以降研究開発を続けることができず（その後、1959年にオリベッティにより買収）、ベレジンはかつてウエスタンユニオンの一部門だったテレレジスター(Teleregister)という会社に移籍した。テレレジスター社は、真空管式コンピュータと電気機械式スイッチを使用した、世界初の航空券予約システムの1つである「リザーバー」を構築していた。ベレジンは、新しく利用可能になったトランジスタの技術を利用して、ユナイテッド航空のためのコンピュータによる予約システムを開発した。これは、1秒の応答時間を実現する通信システムで、60都市間の航空券の予約が可能であり、当時最大級のコンピュータシステムだった。また、テレレジスター社では、世界初のコンピュータによる銀行システムも開発した。
1968年、ベレジンは秘書の仕事を効率化するためのワードプロセッサのアイデアを思いついた。1969年にレダクトロン(Redactron)という会社を設立して公開企業とし、国際的なマーケティング組織を通じて数千台のシステムを顧客に納入した。同社の主力製品はData Secretary（データ秘書）と呼ばれるもので、小型冷蔵庫ほどの大きさで、画面はなく、キーボードとプリンターはIBM製の電動タイプライターであるIBM Selectric typewriterを使用していた。
1970年代に入り、市場は好調を維持していたものの、景気は深刻なインフレに見舞われ、金利は16%にまで上昇した。これは、レダクトロン社のような機器をレンタルする企業では手に負えない水準だった。同社は1976年にバロースに売却され、その事務機器部門に統合された。ベレジンはバロースに1979年まで在籍した。
1980年、初期段階のハイテク企業に特化したベンチャーキャピタルグループであるグリーンハウス・マネジメント・カンパニーの社長に就任した。
彼女はアデルファイ大学と東ミシガン大学から名誉博士号を授与された。また、シグナ、スタンダード・マイクロシステムズ(SMSC)、コッパーズ、データポイントの取締役も務めた。その他、ストーニーブルック大学のストーニーブルック財団、ブルックヘブン国立研究所、ボイス・トンプソン研究所の理事を務めた。
ベレジンはベレジン・ウィレニッツ基金を設立した。この基金は、彼女の遺言に基づいて、彼女の財産から基金に供託された分を使って、ストーニーブルック大学の科学分野の講座、教授、研究基金のいずれかに資金を提供するものである。この基金に加えて ベレジンと彼女の亡き夫は、サム・アンド・ローズ・ベレジン奨学金に資金を提供した。これは、科学、工学、数学の分野で学ぶ予定の学部生に贈られる全額支給奨学金である。ベレジンとウィレニッツは、イスラエル・ウィレニッツ基金も設立した。これは、ウィレニッツが修士号を取得したストーニーブルック大学の言語学部に裁量資金を提供するものである。

## 私生活
ベレジンはロンドン出身の化学技術者・イスラエル・ウィレニッツと結婚し、2003年2月20日に死別するまで51年間の結婚生活を送った。
ベレジンは2018年12月8日、癌の治療中に93歳で死去した。

## 受賞歴
- 2006年 - Long Island Technology Hall of Fame[6]
- 2011年 - Women in Technology International(WITI) Women in Technology Hall of Fame[6]
- 2015年 - コンピュータ歴史博物館フェロー 「彼女の初期のコンピュータの設計の仕事と生涯の起業家活動に対して」[9]
- 2020年 - 全米発明家殿堂[15]
- 『ビジネスウィーク』誌 アメリカ合衆国のビジネスウーマン・トップ100[6]
- アデルファイ大学（英語版）名誉博士[13][5]
- 東ミシガン大学名誉博士[13][5]

## 特許
- Information Transfer Apparatus[16][17]
- Electronic Data File Processor[18][19]
- Information Transfer System[20][21]
- On-Line Data Transfer Apparatus[22][23]
- Electrical Assemblage[24][25]
- Data Processing System[26][27]
- Arithmetic Device[28][29]
- Electronic Calculator with Dynamic Recirculating Storage Register[30][31]
- Control means with Record Sensing for an Electronic Calculator[32][33]